# Vero Internet
Vero Internet é uma empresa provedora de internet de propriedade da Vinci Partners. Atualmente, atua nos estados de Minas Gerais, Paraná, Rio Grande do Sul e Santa Catarina, abrangendo 180 cidades. Utiliza, na maioria das vezes, a tecnologia de fibra ótica (FTTH) para o fornecimento do acesso à internet.

## História

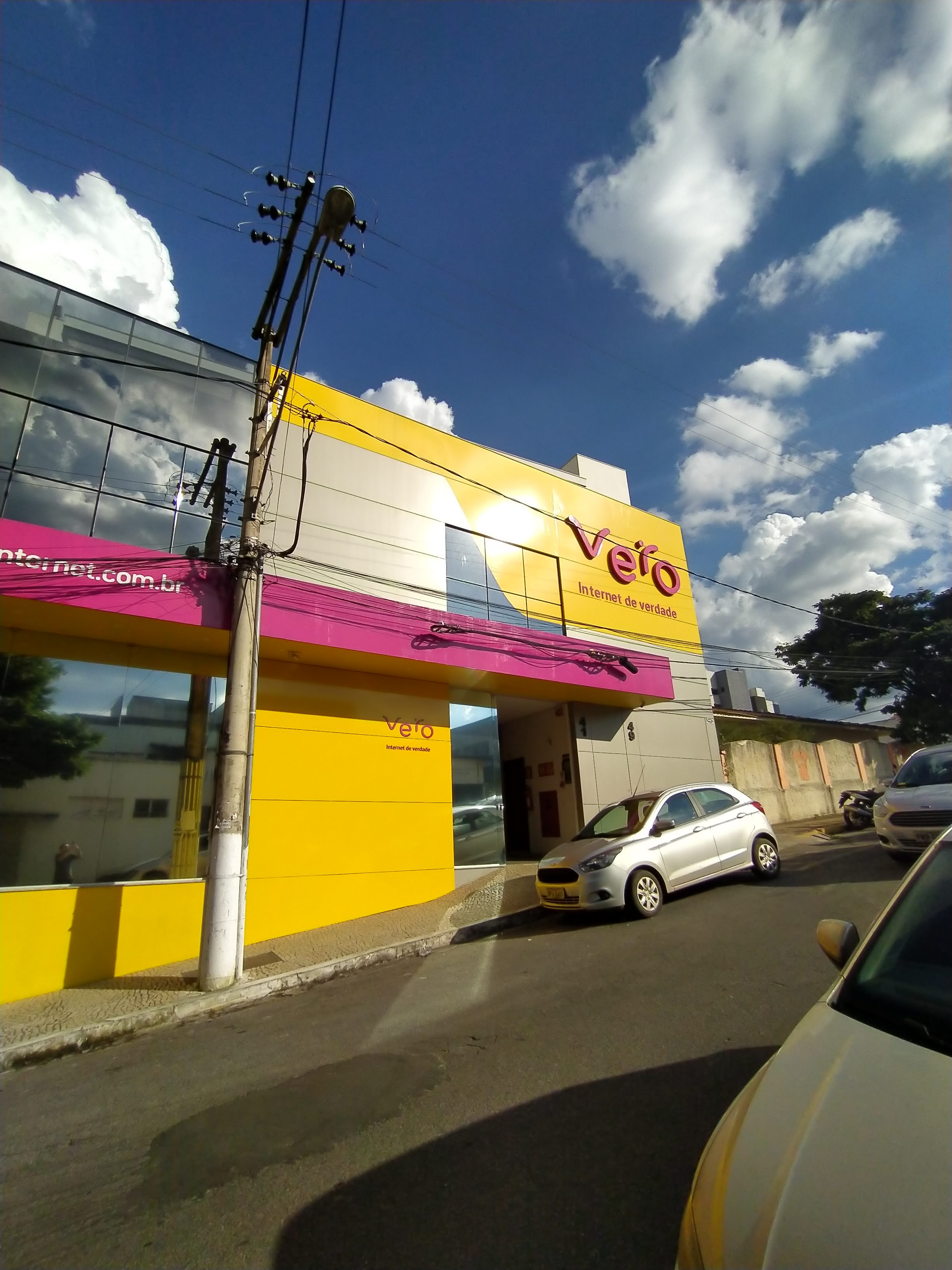
Vero Internet em Pará de Minas, MG

A Vero foi criada a partir da compra de oito provedores de internet do interior de Minas Gerais pela Vinci Partners, sendo estes: BD Online, de Bom Despacho; City10 Telecom, de Barbacena; Efibra, de Pará de Minas; G4 Telecom, de Nova Serrana; Powerline Internet, de Juiz de Fora; NWNet, de Itaúna; Viaceu, de Divinópolis e ViaReal, de Conselheiro Lafaiete. Com isso, a empresa iniciou suas atividades já com 150 mil clientes. A partir de então, foram unificados sistemas e redes até que a fusão fosse completa, atuando sob a marca Vero em todas as localidades.
Posteriormente, a Vero iniciou sua expansão, ampliando sua cobertura para mais cidades do interior. A empresa pretende, em até cinco anos, abranger 200 municípios.
Em agosto de 2020, a Vero adquiriu dois provedores da região Sul, MKA Telecom e Clic Rápido, aumentando sua atuação no território nacional.

## Serviços
Além da internet, a empresa fornece serviços incluídos com o plano de banda larga, entre os quais se destacam:
- Vero Banca, uma plataforma online de revistas e jornais;
- Vero Criança, que fornece entretenimento digital infantil através de aplicativos de terceiros;
- Vero Esporte, que proporciona acesso a transmissões de jogos de campeonatos nacionais e internacionais;
- Vero Segurança, um plano de antivírus para computador e dispositivos móveis;
- Vero Vídeo, uma plataforma de filmes e séries.

Os serviços variam conforme a velocidade do plano.